# Coleophora attalicella
Coleophora attalicella is een vlinder uit de familie kokermotten (Coleophoridae). De wetenschappelijke naam is voor het eerst geldig gepubliceerd in 1871 door Zeller.
De soort komt voor in Europa.